# Birgit Sadolin
Birgit Sadolin (* 10. Oktober 1933 in Hellerup) ist eine dänische Schauspielerin.

## Leben
Birgit Sadolin wuchs in Hellerup, einem Vorort von Kopenhagen, auf. Nach ihrem Schulabschluss besuchte sie von 1950 bis 1953 die Staatliche Theaterschule in Kopenhagen, wo sie ihre Schauspielausbildung absolviert hatte.
Sadolin stand im Laufe ihrer Karriere als Darstellerin unter anderem am Aalborg-Theater, am Folketeatret, am Odense Teater, am Aarhus Teater, am Gladsaxe-Theater, am Dagmarteatret und am Königlichen Theater Kopenhagen auf der Bühne.
Insgesamt wirkte Sadolin von 1953 bis 2003 in mehr als 80 Film-und-Fernsehproduktionen mit. Für ihre Hauptrolle in dem Film Tre piger fra Jylland wurde sie im Jahr 1957 mit dem Bodil als Beste Hauptdarstellerin ausgezeichnet. Große Popularität in Dänemark erlangte sie auch durch ihre Hauptrolle in dem Film 39 Seemänner und ein Mädchen. Als Sängerin veröffentlichte sie zwei Lieder. Im Jahr 2003 zog Sadolin sich komplett aus dem Rampenlicht zurück.
Birgit Sadolin war zweimal verheiratet.

## Filmografie (Auswahl)
- 1953: Ved Kongelunden
- 1954: Karen, Maren og Mette
- 1957: Tre piger fra Jylland
- 1965: 39 Seemänner und ein Mädchen (Een pige og 39 sømænd)
- 1966: Tugend läuft Amok (Dyden går amok)
- 1966: Kleine Sünder – große Sünder (Min søsters børn)
- 1967: Sünder überall (Min søsters børn på bryllupsrejse)
- 1969: Die Mädchen vom Eichenhof (Pigen fra Egborg)
- 1969: Sjov i gaden
- 1974: Nitten røde roser
- 1977–1980: Ein Haus in der Provinz (Fernsehserie, 15 Folgen)
- 1979: Johnny Larsen
- 1983: Otto ist ein Nashorn (Otto er et næsehorn)
- 1988: Baby Doll
- 1989: Den røde tråd
- 1989: Tanzen mit Regitze (Dansen med Regitze)
- 1992: Ich bin’s, Jasper (Det skaldede spøgelse)
- 1994: Frække Frida og de frygtløse spioner
- 2002: At kende sandheden